# Hans A. Guttner
Hans Andreas Guttner (* 6. Mai 1945 in St. Christophen, Niederösterreich; † 14. April 2025 in München) war ein deutsch-österreichischer Filmemacher, Regisseur, Autor und Produzent. Er war einer der ersten, der lange Dokumentarfilme fürs Kino drehte und dafür eine spezielle narrative Form entwickelte.

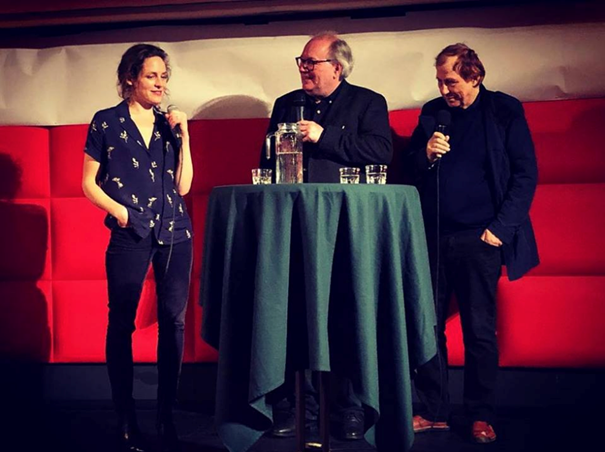
Anlässlich der Nominierung als beste Kinodoku für die Romy am 7. April 2019: Special Screening im Filmcasino mit Katharina Lorenz, Gunther Baumann und Hans Andreas Guttner

## Leben
Guttner schloss sein Studium der Rechtswissenschaften und Psychologie in Wien mit der Promotion ab und studierte zudem Kommunikations- und Theaterwissenschaften in München, arbeitete als Schaubudengehilfe auf Schweizer Jahrmärkten, als Kellner in der Londoner Fleet Street, als Hilfsmatrose auf dem norwegischen Tanker Gunnar Knudsen, als Steward auf dem griechischen Luxusdampfer Arcadia und als Smoking-Kellner am Wörthersee. 1976 gründete er die Sisyphos Film (München) und 2014 die Guttner Film (Wien). Nach einer Reihe von Kurzfilmen, die als Vorfilme (u. a. Labyrinth zu French Connection) in den Kinos liefen, hatte er seinen ersten großen Erfolg mit Alamanya Alamanya – Germania Germania bei den Internationalen Kurzfilmtagen Oberhausen 1979. Der Film thematisierte als einer der ersten die Arbeitsmigration und war der Anfang zu der Pentalogie Europa – Ein transnationaler Traum (1979–1996). Sie umfasst ferner die langen Kinodokumentarfilme Familie Villano kehrt nicht zurück (1981), Im Niemandsland (1983), Dein Land ist mein Land (1989) und Kreuz und quer (1996). Inzwischen gelten Alamanya Alamanya – Germania Germania und Familie Villano kehrt nicht zurück als Klassiker des deutschen Dokumentarfilms. Zu Guttners weiteren Arbeiten gehört Die türkische Trilogie: Der Basar von Urfa (2006), Der Schneiderjunge (2008) und Glückliche Reise (2009), des Weiteren Filme wie Die Megaklinik – Alltag im Klinikum Nürnberg (2004), Sean Scully: Art Comes from Need (2010) und zuletzt Die Österreich-Trilogie: Bei Tag und bei Nacht (2016), Die Burg (2019) und Tiergarten (2024).
Guttner initiierte zu Beginn der 1980er Jahre das Internationale Dokumentarfilmfestival München, war im Vorstand der Verleihgenossenschaft der Filmemacher und ist Mitglied der Arbeitsgemeinschaft Dokumentarfilm (ag dok) und der Interessengemeinschaft Österreichischer Dokumentarfilm (dok.at).
Seine Tochter Camilla Guttner ist Filmregisseurin (Blauhimmel, Die Akademie), seine Nichte Angela Lehner ist Schriftstellerin (Vater unser, 2001). Hans A. Guttner lebte in München und Wien. Am 14. April 2025 verstarb er in München unerwartet bei einer Routinebehandlung im Krankenhaus.

## Werk
Alamanya Alamanya – Germania Germania (Teil 1 von Europa – Ein transnationaler Traum)
Der Film war bei den Internationalen Kurzfilmtagen Oberhausen 1979 der einzige bundesdeutsche Preisträger.
Entstanden aus den Recherchen zu einem (nicht verwirklichten) Spielfilm über Jugendliche im Münchener Westend, handelt der Film von der ersten Generation der damals noch „Gastarbeiter“ genannten Arbeitsmigranten. Er wurde, als er in Oberhausen uraufgeführt wurde, unter all den stereotypen Realitätsabbildungen als Provokation empfunden. Der Film polarisierte: auf der einen Seite große Zustimmung, auf der anderen große Ablehnung. Mit Alamanya Alamanya – Germania Germania betrat der deutsche Dokumentarfilm Neuland: in inhaltlicher Hinsicht, da das Thema der Arbeitsmigration bis dahin weder im Kino noch im Fernsehen der Bundesrepublik eine Rolle gespielt hatte, und in formaler Hinsicht, weil die Stilisierung, die der Film in Wort und Bild vornahm, eine bewusste Abkehr von den dokumentarischen Gewohnheiten der Zeit war. Die formale Strenge, mit der er sich den vorherrschenden Klischees des Dokumentarischen verweigerte, wurde als undokumentarisch missverstanden. Dass auch ein Dokumentarfilm sich die Mittel, mit der er Wirklichkeit darstellt, reflektiert und diese nicht willkürlich, sondern sinntragend einsetzt, galt vielen damals als formalistische Abweichung. Alamanya Alamanya – Germania Germania setzt gegen den Abbildrealismus filmsprachliche Mittel – horizontale Fahrbewegungen einerseits der Personen (mit dem Zug), andererseits der Kamera; lange Einstellungen; literarische Texte, die kontrapunktisch zum Bild eingesetzt sind und sich ihm gegenüber behaupten; musikalische Kontraste (südländische Populärmusik vs. Wagner). Durch diese Gestaltung vermied der Film jene Objektifizierung seiner Personen, die in Filmen über Minderheiten, Ausländer und Angehörige fremder Kulturen gang und gäbe ist und von diesen zu Recht als paternalistisch oder kolonialistisch empfunden wird.
Die Basler Zeitung: Die Bilder und die von einem türkischen Arbeitsemigranten in der BRD gesprochene Klage über den Verlust der Heimat und Anklage (des feindlichen Gast-Landes) formulieren unmittelbare Gefühle – mit einer Stärke, die einen vor Empörung fast aufspringen macht und gleichzeitig fasziniert: mit ihren langen Einstellungen, der Eisenbahnfahrt etwa durch den Tunnel in Realzeit, währenddessen die Leinwand schwarz bleibt, mit dem stimmigen Schnitt; mit der Vielschichtigkeit der Montage und dem im Off gesprochenen Text, der Konkretes subjektiv formuliert und den die Bilder wiederum im Konkreten verankern. Resultat ist eine Authentizität, die jeden Naturalismus weit hinter sich.
In der Reihe „Die Kurzfilme des Jahres“ lief Alamanya Alamanya – Germania Germania als einziger bundesdeutscher Beitrag in Krakau, Moskau, Amsterdam, Eindhoven, Gent, Budapest, New York u. andernorts.
Der Film wurde in verschiedenen Sprachfassungen in mehr als 50 Ländern gezeigt.
Familie Villano kehrt nicht zurück (Teil 2 von Europa – Ein transnationaler Traum)
Um 1980 begann eine neue Phase in der Geschichte des deutschen Dokumentarfilms. Es war eine Zeit heftiger gesellschaftspolitischer Auseinandersetzungen und Debatten. Neue Filmemacher betraten den Schauplatz und neue Themen – Dritte Welt, Umweltpolitik, Migration – verschafften den Filmen von Peter Heller (Die Liebe zum Imperium, 1978), Peter Krieg (Septemberweizen, 1979/80), Hans Andreas Guttner (Familie Villano kehrt nicht zurück, 1981) unerwartete Aufmerksamkeit.
Doch musste für den Kinodokumentarfilm erst eine Infrastruktur aufgebaut werden. Zu diesem Zweck wurden die Verleihgenossenschaft der Filmemacher und der Verband der AG Dokumentarfilm gegründet. Der Film Familie Villano kehrt nicht zurück spielte dabei eine entscheidende Rolle, was das Feuilleton und das künftige internationale Münchner Dokumentarfilmfestival betraf. Da es Anfang der 80er Jahre nur drei bis vier Dokumentarfilme jährlich ins Kino schafften, wurden diese Filme von der Presse kaum beachtet. Als zur Münchner Pressevorführung von Familie Villano kein einziger Rezensent kam, lancierte Guttner über die Verleihgenossenschaft der Filmemacher eine Wette, um zu erreichen, dass Dokumentarfilme vom Feuilleton wahrgenommen würden. Die Wette, wonach nichtkommerzielle Dokumentarfilme aufgrund fehlenden Anzeigenvolumens von der Kritik im Unterschied zum kommerziellen Spielfilm nicht beachtet würden, erschien in der Zeitschrift Kirche und Film und hatte eine verblüffende Wirkung: Bereits die nächsten Dokumentarfilme wurden in den Münchner Zeitungen ausführlich besprochen.
Das Unverständnis für neue Formen des Dokumentarfilms war anfangs nahezu allgemein. So verlangte die FBW für FAMILIE VILLANO einen einordnenden Kommentar, und auf Seite der politischen Filmemacher waren fast nur „sprechende Köpfe“ erwünscht. Alles andere galt als Formalismus. „Um die internationale Formenvielfalt des Dokumentarfilms zeigen zu können“, hatte Hans A. Guttner die Idee, ein internationales Festival anzuregen. Er initiierte über die AG Dokumentarfilm in vierjähriger Kleinarbeit zusammen mit Bertram Verhaag das Internationale Dokumentarfilmfestival München. Guttner schlug als erste Festivalleiterin die Programmmacherin des Maximkinos, weil damit eine Vorführmöglichkeit gegeben war, Gudrun Geyer vor.
Familie Villano kehrt nicht zurück ist ein Film von und mit den Villanos, einer Familie, die aus dem Dorf Lausdomini bei Neapel aufgebrochen war, weil es dort keine Arbeit mehr gab, die ihnen ein angemessenes Leben ermöglicht hätte, und die zum Zeitpunkt der Dreharbeiten schweren Herzens den Entschluss gefasst hatte, in Deutschland zu bleiben.
Der Film beginnt mit einer langsamen Annäherung (so wie sich die Villanos Deutschland in einer langen Bewegung genähert hatten) – einer langen subjektiven Fahrt durch die frühmorgendlich leeren Straßen von Fürth bis vor die Eingangstür des Hauses, in dem die Villanos wohnen. Zugleich hören wir auf der Tonspur Ausschnitte aus Bundestagsreden, die die Rückkehr der Migranten in ihre Heimat beschwören. Am Schluss wird das Lied „Torna al Sorriento“ mit dem „Wir kehren nicht zurück“ der Familie konterkariert und als Illusion desavouiert. Innerhalb dieser mehrfach kontrapunktischen Klammer zeigt der Film den Alltag der Villanos in Fürth und einen Besuch in ihrem Heimatdorf.
Es ist ein Film der kontrastierenden Beobachtungen, der mit relativ wenig Sprache auskommt. Der Film muss nichts erklären, die Villanos müssen nichts erklären. Der Zuschauer erlebt die Villanos nicht als Fremdkörper; sie werden uns im Laufe von anderthalb Stunden so vertraut, dass wir die Welt mit ihren Augen zu sehen beginnen.
Das Thema von Familie Villano kehrt nicht zurück heißt: Verlust und Notwendigkeit – Verlust der Heimat, Notwendigkeit der Migration. Dem stellten die Villanos den Zusammenhalt der Familie entgegen, eine Solidarität, die als ein Gegenmodell zur modernen Gesellschaft erscheint, in der die soziale Kommunikation einem egoistischen Individualismus und Sozialdarwinismus weichen musste.
In der Berliner Morgenpost wurde der Film als ein „stilles und beredsames Meisterwerk“ bezeichnet, und die Frankfurter Rundschau empfahl:
„Man sehe sich diesen Film an; es lohnt sich. Kino, das bedeutet schließlich mehr als hochgespannte Träume, als falsche Fluchten, hier ist es: Auskunftsmittel, das uns der Wirklichkeit näher bringt.“
Im Niemandsland (Teil 3 von Europa – Ein transnationaler Traum)
Im Niemandsland porträtiert junge Türken in München. Nicht integriert leben sie zwischen den Kulturen – der türkischen ihrer Eltern und der deutschen. Die Darsteller (das Wort ist hier zweifellos gerechtfertigt), die sich von der deutschen Gesellschaft nicht beachtet im Niemandsland bewegen, suchen sich eine Ersatzwelt, die von rebellischen Ikonen der amerikanischen Populärkultur, Elvis Presley und James Dean, beherrscht wird, mit denen sie sich identifizieren können. Der Film zeigt Türken in Deutschland und protokolliert zur statistischen Wirklichkeit Bilder und Statements. An manchen Stellen bringt er diese Wirklichkeit zum Tanzen - … und die tanzt Rock’n’Roll!!! (Pflasterstrand)
Die Selbstinszenierung wurde zur Identifikation. So entstand der Effekt, dass Ahmet als James Dean aus einem Foto heraustritt. Man könnte den Standpunkt einnehmen, dass diese Szene, die Grenzen des Dokumentarischen zweifellos hinter sich lässt. Dagegen spricht, dass sich hier vor unseren Augen eine innere Wahrheit materialisiert. Etwas wird buchstäblich sichtbar, was wir sonst nur aus den Aussagen der Personen hätten erfahren können. Der Film benutzt die Jugendlichen nicht zur Unterstreichung einer These, er belässt sie bei sich. Er zeigt, dass sie sich einer Illusion hingeben, aber er nimmt sie darin ernst: Es bleibt die Gewissheit, dass dergleichen Fluchten notwendige Überlebensmittel in der Unbehaustheit heimatloser Existenz sind. Dennoch ist die Realität als schmerzliche Wahrheit immer präsent, und im Film wird klar, dass sie sich nicht länger verdrängen lässt. In einer Bild-Ton-Montage wird in Porträtaufnahmen das erste türkische Baby des neuen Jahres arbeitslosen Jugendlichen gegenübergestellt, während ein deutscher Politiker im Off die üblichen Gemeinplätze – Deutschland ist kein Einwanderungsland – von sich gibt. Wie in den ersten beiden Filmen spielt auch im dritten Teil der Pentalogie die Musik eine wichtige Rolle bei der Gestaltung, da sie die Bilder nicht illustriert, sondern in einen weiteren Sinn- und Emotionszusammenhang stellt, der über das Milieu, in dem die Jugendlichen gefangen sind, hinausgreift. Die klassische Musik (Haydn) wirkt hier wie eine Botschaft aus einer anderen (Bildungs-)Welt, die nicht die Welt dieser Jugendlichen ist; zugleich hebt diese Musik in ihrem Pathos das Erleben eines trostlosen Alltags für den Zuschauer auf eine andere, existenziellere Ebene.
Dein Land ist mein Land (Teil 4 von Europa – Ein transnationaler Traum)
Dein Land ist mein Land ist – thematisch bedingt – der unspektakulärste Beitrag der Pentalogie. Es ist ein Film über die Normalität. Er zeigt am Beispiel der fünfzehnjährigen Hamburger Gymnasiastin Ayşe Polat, wie eine Integration in der dritten Generation relativ problemlos möglich ist – und er zeigt ganz nebenbei, welche sozialen Faktoren diesen Prozess begünstigen. Weder sieht Ayşe, die sich als Weltbürgerin versteht und zunächst Saxophonistin, dann Filmregisseurin werden will (was sie inzwischen auch geworden ist!), sich selbst als Fremde in einer fremden Umgebung, noch wird sie als solche von anderen wahrgenommen. Wie Fremdkörper erscheinen in ihrer weitgehend heilen Welt hingegen die Nachbarn, Hausbesetzer der Hamburger Hafenstraße, die damals bundesweit Schlagzeilen machten. Wenn der Film hier Ayşes Perspektive einnimmt, wird deutlich, dass Fremdheit zuallererst eine Frage der sichtbaren Differenz ist und dass diese Differenz durch unterschiedliche (kulturell, sozial, religiös, politisch verankerte) Wahrnehmung konstruiert wird. Nebenbei zeigt der Film am Beispiel seiner Protagonistin die Ungenauigkeit, ja Fragwürdigkeit von Begriffen wie „Assimilation“ und „Identität“, wenn diese zu Schlagwörtern verkommen.
Kreuz und quer (Teil 5 von Europa – Ein transnationaler Traum)
Kreuz und quer nimmt die Geschichte der Villanos fünfzehn Jahre später wieder auf. Die Eltern sind nach Italien zurückgekehrt, aber die inzwischen erwachsenen Kinder leben ganz selbstverständlich über beide Länder verstreut. Sie bewegen sich in einer veränderten transnationalen Realität: Die Fakten des Lebens sind den Taten der Politik einmal mehr vorausgeeilt. Zugleich sind uns die Villanos in diesem Film so nahe, dass ihre kulturelle Fremdheit, die in den religiösen Riten ihrer süditalienischen Heimat deutlich wird, sehr viel weniger befremdet, als dies in einem nur äußerlich beobachtenden ethnografischen Film der Fall wäre. Wenngleich nur Beobachter, sind wir mit ihnen dabei. Da der Vater während der Dreharbeiten ganz plötzlich starb, ist dieser Film stärker noch als die vorangegangenen ein Film über menschliche Existenz(en). Szenen wie die Verabschiedung der nach Deutschland zurückkehrenden Kinder am Bahnhof gewinnen, wiederum im Zusammenklang mit der Musik (Mozart, Puccini), ein unerwartetes metaphorisches Gewicht, wie es im Dokumentarfilm ansonsten eher unüblich ist. Die Filme der Pentalogie Europa – ein transnationaler Traum beschreiben über drei Generationen Erfahrungen des Fremdseins in der bundesrepublikanischen Gesellschaft und wie diese Erfahrungen sich veränderten. Sie zeigen die alltäglichen Bemühungen, dem Fremdsein zu entrinnen, und was es heißt, daran zu scheitern; und sie zeigen, um welchen Preis es gelingen kann, dass aus Fremden Einheimische werden. Guttners Filme versuchen nicht, eine objektive Wahrheit über die „Fremden unter uns“ zu verkünden. Ihr Anliegen ist es lediglich, aus vielen subjektiven Erfahrungen ein möglichst wahrhaftiges Bild zu gewinnen. Die politische Forderung der Gleichstellung ist ihnen immanent. Alle Filme der Pentalogie haben eine narrative Struktur. Sie arbeiten, könnte man etwas abstrakt sagen, mit überschaubaren Personengruppen in einem offenen Raum-Zeit-Kontinuum, wobei sie deren gelebte Realität nicht nur beobachtend wiedergeben, sondern mit den zur Verfügung stehenden filmsprachlichen Mitteln zur filmischen Realität „komponieren“. Ein Konzert aus Bildern und Tönen. Ein Kommentar, der quasi ex cathedra erklärt, worum es geht, ist überflüssig. Die Filme funktionieren als sinnliche Aufklärung. Sie wollen, dass der Zuschauer die Antworten selbst findet. Dabei sind die Bilder so ausgesucht, dass sie vom Zuschauer aufgrund seiner Erfahrungen in einen jeweils eigenen Lebenszusammenhang gestellt werden können. Die Filme suchen den Dialog auf gleicher Ebene, nicht in einem hierarchischen Verhältnis. Die Bilder müssen dem Zuschauer die Möglichkeit geben, die Bilder hinter den Bildern zu sehen und mit seiner eigenen Fantasie auszufüllen.
Die Filme der Pentalogie Europa – ein transnationaler Traum zeigen Deutschland und Europa aus der Perspektive ihrer Protagonisten. Es ist ein sich veränderndes Bild. In Alamanya Alamanya – Germania Germania ist es das Land der Fremde, der Heimatlosigkeit. In Familie Villano kehrt nicht zurück erscheint die BRD im Großen und Ganzen positiv, während die Winterszenerie von Im Niemandsland den Eindruck von Kälte und Trostlosigkeit verstärkt. Mein Land ist dein Land zeigt einen Grad der Integration, der Normalisierung, der auf seine Weise fast schon wieder erstaunlich ist. Kreuz und quer schließlich löst den starren Begriff des Fremdseins in verschiedene existenzielle Befindlichkeiten auf, die sich über traditionelle Grenzen (Sprache, Kultur, Nationalität) hinwegsetzen. Die Frage der Identität stellt sich für die jüngeren Villanos ganz anders als für ihre Eltern. Sie sind fränkische Italiener oder italienische Franken. Fremdsein hat in dieser Generation den essenziellen Charakter verloren. Es ist kein Zustand mehr, sondern eine Frage ständig wechselnder Situationen: Europa – ein transnationaler Traum?
Die fünf Filme der Reihe Europa – ein transnationaler Traum (1979–1996) erzählen von den unterschiedlichen Wirklichkeiten der innereuropäischen Migration am Ende des 20. Jahrhunderts. Es sind Zeugnisse verschiedener Generationen und Lebenswirklichkeiten, deren Geschichten die Filme auf jeweils unterschiedliche Weise formulieren.
„Tatsächlich bieten Guttners Montagen mehr Wirklichkeit dar denn ‚journalistisch‘ gearbeitete Reportage. Die Form der Dokumentation erweist ihre Stärke dort, wo filmische Konstruktion konkrete Verhältnisse zum Sprechen bringt. Guttners ‚Kino-Dokumentarfilmen‘ eignet die Qualität, privat Einblicke zu gewährleisten, ohne voyeuristisch zu sein, Teilnahme und Einfühlung zu evozieren, ohne der Sentimentalität zu frönen.“
Die türkische Trilogie
Der Basar von Urfa, Der Schneiderjunge und Glückliche Reise machen die Widersprüche zwischen Modernisierung und dem Festhalten an traditionellen Werten und Verhaltensweisen wie in einem Vergrößerungsglas sichtbar.
Der Basar von Urfa zeichnet ein konkretes Bild des anatolischen Alltags, wie er in unseren Medien nicht vorkommt. Basare waren bis dahin kein dokumentarisches Thema. Nirgends lässt sich die orientalische Welt noch so intensiv und authentisch beobachten wie im Basar von Urfa, von dem es heißt, er sei „der Schönste aller Basare“.
Der Schneiderjunge handelt von dem dreizehnjährigen Ömer, der Staatsanwalt oder Schneider werden will. Er lebt in der alten Pilgerstadt Urfa in Südostanatolien. Vormittags geht er zur Schule und paukt englisch, nachmittags arbeitet er in der Schneiderei seines Vaters im Basar von Urfa, einem so altertümlichen wie funktionierenden Gefüge der islamischen Gesellschaft. So geht Ömers Schwester zwar ganz selbstverständlich zur Schule, seine Mutter aber meidet die Kamera, weil sich eine islamische Frau nicht im Fernsehen zeigen sollte. In ein paar Jahren wird sich Ömer entscheiden müssen, zu welcher Welt er gehören möchte. Entweder er geht in die Hauptstadt und wird Staatsanwalt oder er sorgt im väterlichen Laden für Ordnung und ein gutes Auskommen.
Glückliche Reise ist ein Film über ein Land der unerwarteten Vielfalt und Kontraste, ein Film über die Türkei, der die übliche Touristenperspektive vermeidet, anhand einer Busreise von Istanbul nach Van, 1500 km: von der zehnteiligen Autobahn bis zur Staubstraße. Die Fahrt mit dem Verkehrsmittel der „kleinen Leute“ erlaubt Nahaufnahmen türkischer Realität von seltener Intensität.
Die Megaklinik
Ein Großkrankenhaus wie das Klinikum Nürnberg ist nicht einfach nur ein großes Krankenhaus, es stellt in der Zusammenfassung vielfältiger technischer, betriebswirtschaftlicher und medizinischer Aufgaben eine neue Form der Organisation der Medizin dar. Ein synergetisches System, in dem Mensch und Technologie in vielfältiger Weise ineinander übergreifen.
Die meisten Filme, die einem im Fernsehen als ‚Doku‘ verkauft werden, sind pure Zuschauerverdummung. Schwester schiebt Patient in den Schockraum; O-Ton: ‚Ich bring’ ihn in den Schockraum‘. Off: ‚Schwester Aileen bringt das Unfallopfer zunächst in den Schockraum‘. Weil ich nicht nur eine Abneigung gegenüber geschwätzigen Dokus habe, sondern auch Krankenhäuser nicht leiden kann, hätte ich nie gedacht, dass ich ausgerechnet eine Krankenhausdoku mal lieben würde, aber diese hat‘s mir wirklich angetan:
Die Megaklinik zeigt 90 Minuten Alltag in einem riesigen Nürnberger Klinikum. Keine Sensationslüsternheit, keine Off-Kommentare. Nur unaufgeregte, dezente Bilder, und doch geschickt so komponiert mit wenigen O-Tönen, dass dem Zuschauer das Geschehen klar wird. Sowohl eher triviale Dinge wie der Arbeitsablauf in der Wäscherei als auch die Tätigkeit des Pathologen bei der Gewebeanalyse oder die Ärzte-Besprechung vor den CT-Bildern einer Tumorpatientin werden sehr verständlich vermittelt. Stellenweise vermitteln die Bilder sogar eine gleichmütig-meditative Ästhetik, beispielsweise im Hochregallager der schon erwähnten Wäscherei oder bei Aufnahmen von Fahrten im unterirdischen Tunnelsystem zwischen den Gebäuden. Mehr als nur eine Doku, Filmkunst! Lief neulich auf 3sat. Wird bestimmt wiederholt – unbedingt anschauen!
Der Film Die Megaklinik betrat in Deutschland Neuland. Er knüpfte an eine internationale dokumentarische Tradition an, wie sie z. B. Frederick Wiseman in den USA repräsentiert. Es sind dies Filme, die versuchen, gesellschaftliche Institutionen transparent zu machen, die in ihren Dimensionen für den Einzelnen nicht überschaubar sind.
Sean Scully – Art Comes from Need
Der Film zeichnet das Porträt eines der bedeutendsten Maler der Gegenwart.
Der gebürtige Ire Sean Scully hat in den vergangenen drei Jahrzehnten mit größter Konsequenz ein charakteristisches Œuvre abstrakter Malerei geschaffen. Scully, der sich bis heute als Außenseiter sieht („I`ve gone the opposite way of almost everybody of my generation“), gehört seit 40 Jahren zu den weltweit führenden Künstlern unserer Zeit. Er ist ein Traditionalist der Moderne und widersetzt sich den Tendenzen zu ihrer Auflösung, zur Überschreitung ihrer Grenzen, auch indem er am gerahmten Bild festhält. Er versteift sich geradezu altmodisch auf die Authentizität des Ausdrucks von Subjektivität. Für den Film ist Scully ein Glücksfall. Er ist einer der wenigen, die verständlich und unprätentiös über Kunst als kreativen Vorgang reden können, ohne sich des in der Bildenden Kunst häufigen pseudotheoretischen Wortgeklingels zu bedienen.
Art Comes from Need setzt in dem Moment ein, in dem der Maler eine weiße Leinwand mit Bleistiftstrichen markiert, und endet mit dem fertigen Bild: „Grey Wolf“. Die Entstehung des Bildes wird durchbrochen von Scullys biografischen Erzählungen und Reflexionen über seine „katastrophale“ Kindheit und seine „kriminelle“ Vergangenheit als Mitglied einer irischen Straßengang in London; über seinen unbezähmbaren Willen, Künstler zu werden, und den mühsamen Weg zu Anerkennung und Erfolg. Scully hat heute Ateliers in New York und im bayerischen Voralpenland (Mooseurach). Ein Höhepunkt des Films sind vier Szenen von Scullys Unterricht an der Akademie der Bildenden Künste München.
Scully spricht mit seltener Offenheit von Verwundungen, Rückschlägen, Erfolgen, vom faszinierenden Schaffensprozess und vom Scheitern. Nur ein einziges Mal habe er daran gedacht, die Malerei ganz aufzugeben – aber diese schreckliche Erfahrung habe glücklicherweise nur eine Stunde gedauert. Der Film ist das Porträt eines faszinierenden Menschen, der gegen alle Widerstände seinen künstlerischen Weg gegangen ist, ganz nach dem Motto: „Art comes from need.“
Die Österreich-Trilogie
Bei Tag und bei Nacht, Die Burg und Tiergarten
Bei Tag und bei Nacht ist das realistische Porträt eines Kärntner Landarztes und seiner Patienten, erzählt über ein Jahr: die Wirklichkeit hinter der Fiktion von Fernsehserien und Arztromanen. Dr. Martin Guttner ist der „Bauerndoktor“ von Oberdrauburg, Knotenpunkt einer bäuerlichen Lebenswelt, die der Film erkundet. In dieser Welt hat der Doktor seinen ganz spezifischen Platz, er ist nicht nur Arzt, sondern auch Beichtvater, Seelsorger und Dorfautorität: Zu ihm kommen 90 % der Leute, und wer zu alt oder zu krank ist, zu denen kommt er. So wird er zum kommunikativen Zentrum, zum sozialen Katalysator eines ländlichen Mikrokosmos, einer Welt, die noch in Ordnung scheint, deren Widersprüche aber immer wieder an die Oberfläche dringen.
Bei Tag und bei Nacht ist ein Film, der ganz nebenbei zeigt, woher Österreich bis heute einen wesentlichen Teil seiner Identität bezieht: das landwirtschaftliche Erbe. Hier, wo die Steilheit der Hänge sich als nicht geeignet für eine agroindustrielle Nutzung erwies, hat sich mit Abstrichen ein bäuerliches Leben erhalten, wie es sonst selten geworden ist. Der Film entfaltet in 111 Minuten das Panorama einer Solidargemeinschaft, Menschen, die in einer Tradition stehen, die gegen die Zumutungen einer globalisierten Zukunft durch ihre konkrete Existenz Widerstand leisten.

„Einfühlsamer Dokumentarfilm über den Alltag eines Landarztes, der sich in den der Bergwelt von Kärnten um die Gesundheit der Bergbauern kümmert. Dabei steht der aufopferungsvolle Einsatz des Arztes ebenso im Fokus wie die prekäre Situation für die bäuerlichen Betriebe, die vielfach kaum noch unterhalten werden können. In langen Einstellungen ohne Kommentar und Dramatisierungen setzt der Film aus zahlreichen Details ein vielschichtiges Mosaik des heutigen Dorflebens zusammen. Zugleich ist er ein anrührender Abgesang auf zwei vom Aussterben bedrohte Berufe.“

Die Burg
Der Film Die Burg porträtiert eines der wichtigsten Schauspielhäuser der Welt in Form einer filmischen Entdeckungsreise, die sichtbar macht, was sonst unsichtbar ist: die Arbeit, die notwendig ist, um dieses kulturelle Instrumentarium in Gang zu halten. Es geht um das Ineinandergreifen der Arbeitsabläufe, die vielfältigen Schritte, die von der Auswahl eines Stückes bis zur Premiere zu bewältigen sind. So vermitteln die vielfältigen Perspektiven die Faszination, die vom Sujet Theater ausgeht, auf besonders intensive Weise.
Im Mittelpunkt von Die Burg steht die Entstehung des Stückes „Geächtet“ von Ayad Akhtar, das von den Nachwehen des 11. Septembers in der New Yorker Upper Class handelt und mit den Schauspielern Nicholas Ofczarek, Fabian Krüger, Katharina Lorenz und Christoph Radakovits prominent besetzt ist.

„Dieses Changieren von Banalität und Tiefgang, von Humor und Nachdenklichkeit entwickelt im Lauf der Handlung einen ungeheuren Sog. Aber nicht nur die Burg-Schauspieler treten in 'Die Burg' auf den Plan, vielmehr porträtiert der Film eine ganze Reihe an charismatischen Nebenfiguren. Von der Klofrau, die selbst einmal Revuetänzerin war, und dem Garderobier, der sich noch an die Peymann-Ära erinnert, bis hin zu Perückenmacherinnen, Schneiderinnen und Tontechnikern bildet ‚Die Burg‘ die Maschinerie eines großen Kulturbetriebes ab, legt offen, was sonst verborgen bleibt.“

Tiergarten
Der Film ist am 4. Oktober 2024 in die österreichischen Kinos gekommen.
Der Zoo als Hoffnung für die Zukunft, nicht mehr als Ыоßеs Unterhaltungsgewerbe, sondern als Ort an dem die ldee des Artenschutzes im Vordergrund steht.
Ein Zoo ist ein künstlicher Ort für die Tiere der Welt. Nirgendwo sonst findet man so viele Arten auf einen überschaubaren Bereich konzentriert. Fast alle Arten, die hier zu sehen sind, sind vom Aussterben bedroht. Anhand des Tiergartens Schönbrunn, der sich dem Artenschutz verschrieben hat, zeigt dieser Film, wie schwierig es ist, auch nur wenige Arten zu retten: Er zeigt den Tiergarten als einen Ort, an dem die Problematik des Artenschutzes wie durch ein Brennglas erscheint. Wir sind mitten im sechsten großen Artensterben. Zwei Millionen Tiere sind vom Aussterben bedroht. Diesmal ist es kein Meteorit, keine Eiszeit, diesmal ist der Mensch der Verursacher. Es ist überlebensnotwendig, den Verlust der Biodiversität aufzuhalten. Denn: Wenn wir das Artensterben nicht aufhalten, verschwinden auch wir.

„Es ist ein vielstimmiges Plädoyer für den Schutz von Arten und Lebensräumen, das Dokumentarfilmer Hans Andreas Guttner mit seinem neuesten Werk vorlegt: In "Tiergarten" porträtiert der Kärntner Regisseur den Zoo Schönbrunn als Ort der Hoffnung und Vielfalt, wenn sich Tierpflegerinnen und -pfleger aufopferungsvoll um ihre Schützlinge kümmern. Dieser Blick hinter die Kulissen wagt aber auch den Sprung über die Zoomauern.“

„Dass das Konzept von Tieren hinter Gittern umstritten ist und nicht nur radikalen Naturschützern ein mulmiges Gefühl vermittelt, ist auch in diesem Film ein Thema. Viel mehr aber handelt er davon, dass den Zoologischen Gärten auch eine bedeutende Rolle im Artenschutz zukommt. 
 Denn es gibt nur zwei Orte, in denen man Kreaturen aus den verschiedensten Weltregionen bestaunen kann: Die toten Tiere in naturhistorischen Museen und die lebenden in zoologischen Gärten. Und es ist die Absicht des Dokumentarfilmers und Autors Andreas Guttner, diese Einrichtungen als Hoffnung für eine denaturierte Zukunft zu präsentieren. Der nicht nur visuell eindrucksvolle Film präsentiert den Zoo als lebendiges Museum.
Der Zoo ist darin mehr als „nur“ ein Ausstellungsraum für seltene bedrohte Tierarten. Er wird als deren Überlebenskonzept präsentiert.“

Im Jahr 2025 wurden Guttner Filme aufgrund ihrer kulturellen und historischen Bedeutung ins Förderprogramm Filmerbe aufgenommen.

## Filmografie
- Alamanya Alamanya – Germania Germania (1979)
- Familie Villano kehrt nicht zurück (1981)
- The Kings of the Whole Wide World (1983)
- Im Niemandsland (1983)
- Fürsprecher (1986)
- Dein Land ist mein Land (1989)
- Eine Erfolgsgeschichte (1990)
- Die Fuhre (1991)
- Kreuz und quer (1996)
- Eine Kerze für die Madonna (1997)
- Weichen für die Zukunft (2003)
- Die Megaklinik – Alltag im Klinikum Nürnberg (Die Megaklinik) (2004)
- Setting the Course (2005)
- Der Basar von Urfa (2006)
- Sean Scully: Gegen den Strom (2007)
- Der Schneiderjunge von Urfa (2008)
- Glückliche Reise (2009)
- Art Comes from Need (2010)
- Grey Wolf (2011)
- Bei Tag und bei Nacht (2014–2016)
- Die Burg (2019)
- Tiergarten (2024)

## Auszeichnungen
- Preis der deutschen Filmkritik
- Preis bei den Internationalen Kurzfilmtagen Oberhausen
- William-Dieterle-Filmpreis
- Salerno Film Festival (Trofeo Golfo di Salerno)
- Honorable Mention Award (Columbus Film Festival)
- Best Documentary Film, Druk International Film Festival (Bhutan)
- Winner, Tagore International Film Festival
- Best Documentary Film, World Film Carnival Singapore
- Silver Award, Virgin Spring Cinefest, Kolkata
- Nominierung als beste Kinodoku, Romy (Wien)
- Best Documentary Film, L’Age d’Or International Arthouse Film Festival
- Prämien des BMI (vier Filme)
- Prädikat „besonders wertvoll“ (drei Filme)
- Produktionsförderungen durch die FFA, das Kuratorium junger deutscher Film, das Hamburger Filmbüro, das Filmbüro Nordrhein-Westfalen, das Filmbüro Hessen, den FilmFernsehFonds Bayern und das Österreichische Filminstitut
- MEDIA II, MEDIA PLUS – Förderprogramme der Europäischen Kommission

## Publikationen
- Was ist ein Dokumentarfilm? In: Thomas Schadt/Haus des Dokumentarfilms (Hrsg.): Der Dokumentarfilm als Autorenfilm. Stuttgart 1999, S. 93 (Auszug)
- Von Germania nach Deutschland, in: Kinofenster Nr. 11/2002 (Volltext)
- Filmische Geschichten der Migration, in: Julia Bayer, Andrea Engl, Melanie Liebheit (Hrsg.): Strategien der Annäherung. Darstellungen des Fremden im deutschen Fernsehen. Horlemann Verlag: Bad Honnef 2004, S. 62–77 (Volltext als PDF)